# Ernst Blauensteiner
Ernst Blauensteiner (16 de maio de 1911 - 18 de agosto de 1995) foi um oficial alemão que serviu durante a Segunda Guerra Mundial. Foi condecorado com a Cruz de Cavaleiro da Cruz de Ferro.

## Condecorações
| Cruz de Ferro 2ª Classe                                  |
| Cruz de Ferro 1ª Classe                                  |
| Cruz de Cavaleiro da Cruz de Ferro 29 de outubro de 1944 |